# 法蘭克福 (密歇根州)
法蘭克福（英語：Frankfort）是一個位於美國密歇根州本西縣的城市。

## 人口
根據2020年美國人口普查的數據，法蘭克福的面積為4.11平方千米，當中陸地面積為3.60平方千米，而水域面積為0.51平方千米。當地共有人口1252人，而人口密度為每平方千米305人。